# Просин, Владимир
Владимир Просин (род. 15 августа 1959) — советский легкоатлет, специалист по бегу на короткие дистанции. Выступал за сборную СССР по лёгкой атлетике в 1980-х годах, чемпион Игр доброй воли, обладатель двух бронзовых медалей чемпионатов Европы, серебряный и бронзовый призёр летних Универсиад, многократный победитель и призёр первенств национального значения. Представлял город Саратов и Профсоюзы. Мастер спорта СССР международного класса.

## Биография
Владимир Просин родился 15 августа 1959 года. Занимался лёгкой атлетикой в Саратове, выступал за Профсоюзы.
Впервые заявил о себе на взрослом всесоюзном уровне в сезоне 1981 года, когда в составе команды РСФСР одержал победу в эстафете 4 × 400 метров на чемпионате СССР в Москве.
В 1982 году на чемпионате СССР в Киеве вновь был лучшим в эстафете 4 × 400 метров. Попав в состав советской национальной сборной, выступил на чемпионате Европы в Афинах, где советская команда взяла бронзу в эстафете (Просин бежал только на предварительном квалификационном этапе).
В 1983 году на чемпионате страны в рамках VIII летней Спартакиады народов СССР в Москве снова выиграл эстафету 4 × 400 метров.
На чемпионате СССР 1984 года в Донецке добавил в послужной список ещё одну золотую награду, полученную в эстафете 4 × 400 метров.
В 1985 году на зимнем чемпионате СССР в Кишинёве выиграл серебряную и золотую медали в беге на 200 и 400 метров соответственно, тогда как на летнем чемпионате СССР в Ленинграде стал бронзовым призёром на дистанции 400 метров. Будучи студентом, представлял страну на Универсиаде в Кобе, где финишировал шестым в дисциплине 400 метров и получил серебро в эстафете 4 × 400 метров. Также в этом сезоне принял участие в Кубке мира в Канберре, став пятым в эстафете 4 × 400 метров.
В 1986 году получил серебряную награду в беге на 400 метров на зимнем чемпионате СССР в Москве, в то время как на летнем чемпионате СССР в Киеве взял бронзу в той же дисциплине и в очередной раз выиграл эстафету. Помимо этого, в эстафете победил на Играх доброй воли в Москве и стал бронзовым призёром на чемпионате Европы в Штутгарте.
В 1987 году выиграл бег на 400 метров на зимнем чемпионате СССР в Пензе. Участвовал в Универсиаде в Загребе, где финишировал пятым в индивидуальном беге на 400 метров и взял бронзу в эстафете 4 × 400 метров. Отметился выступлением на чемпионате мира в Риме, здесь во время финала эстафеты упал на своём этапе, и советская команды была дисквалифицирована.
В 1988 году был лучшим в беге на 400 метров на зимнем чемпионате СССР в Волгограде, победил в эстафете 4 × 400 метров на летнем чемпионате СССР в Таллине.
В 1990 году превзошёл всех соперников в дисциплине 400 метров на зимнем чемпионате СССР в Челябинске, занял четвёртое место в эстафете 4 × 400 метров на Играх доброй воли в Сиэтле.
В 1991 году был вторым на дистанции 400 метров на зимнем чемпионате СССР в Волгограде, стартовал на чемпионате мира в помещении в Севилье, где в программе эстафеты 4 × 400 метров показал в финале пятый результат.
На чемпионате России 1993 года в Москве в составе команды Саратовской области стал бронзовым призёром в эстафете 4 × 400 метров.
За выдающиеся спортивные результаты удостоен почётного звания «Мастер спорта СССР международного класса».